# (186) Celuta

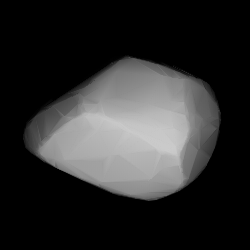
Recreació virtual de l'asteroide (186) Celuta.

(186) Celuta és un asteroide que forma part del cinturó d'asteroides descobert per Prosper Mathieu Henry el 6 d'abril de 1878 des de l'observatori de París, a França. Està anomenat per Celuta, un personatge de la novel·la René de l'escriptor francès François-René de Chateaubriand (1768-1848).
Celuta orbita a una distància mitjana del Sol de 2,362 ua, i pot allunyar-se'n fins a 2,716 ua i apropar-se fins a 2,008 ua. La seva excentricitat és 0,1497 i la inclinació orbital 13,17°. Completa una òrbita al voltant del Sol al 1.326.